# Костянтин Лашхіа
Костянти́н (Коте́) Ла́шхіа (груз. კოტე ლაშხია; 1 вересня 1986 Сухумі  — 2 липня 2015 біля Маріуполя) — грузинський і український військовик, інструктор тактичного бою, стрілець, боєць Грузинського національного легіону.

## Біографія
Під час російсько-грузинської війни 1992—1993рр. Коте разом з матір'ю врятували українські військовики, що допомагали грузинам захищати Грузію. Зі слів Коте він добре пам'ятав своїх українських рятівників, а також великий український корабель, що вивозив мирних мешканців із палаючого Сухумі.
Професійний військовик, воював у Афганістані, а також взяв участь у війні проти російської агресії 2008 в Грузії. Володів англійською і російською мовами. Після приїзду в Україну вчив українську, але повністю засвоїти мову не встиг. Захоплювався музикою, малюванням, писав твори. Був спортсменом, займався кікбоксингом.
Коли в Україні почалася війна, сказав рідним:
| Мені з мамою шанс на життя подарувала Україна і моє життя тепер належить лише їй. Я грузин, але Україна для мене тоді стала як друга Батьківщина. Тепер її захищати — мій священний обов'язок. |
Загинув у бою поблизу Маріуполя. Похований у Тбілісі.

## Сім'я
Був дружений, після смерті Лашхіа народилась дочка.

## Нагороди
- Медаль «За жертовність і любов до України» (посмертно)